# 42. Infanterie-Brigade (Deutsches Kaiserreich)
Die 42. Infanterie-Brigade war ein Großverband der Preußischen Armee.

## Geschichte
Die 42. Infanterie-Brigade wurde nach dem Deutschen Krieg am 11. Oktober 1866 in Frankfurt am Main errichtet und war ein Teil der 21. Division in Frankfurt/Main, die bis 1899 zum XI. Armee-Korps in Kassel und dann zum XVIII. Armee-Korps in Frankfurt gehörte.
Sie hatte ihren Sitz von der Aufstellung 1866 bis zur Auflösung im Jahre 1919 in Frankfurt/Main.

### Deutsch-Französischer Krieg
Im Deutsch-Französischen Krieg 1870/1871 waren die 41. Infanterie-Brigade und die 42. Infanterie-Brigade, weiterhin der 21. Infanterie-Division unterstellt, eingesetzt.

### Erster Weltkrieg
Mit der Mobilmachung am 2. August 1914 musste die Brigade das Brigade Ersatz Bataillon 42 aufstellen.
Zu den Kampfhandlungen, Gefechten und Schlachten siehe Gefechtskalender der 21. Division.

## Gliederung
1867
- 2. Hessisches Infanterie-Regiment Nr. 82
- zwei Regimenter des Bundes-Contingents
- Landwehr-Bataillon Frankfurt a.M.

1868–1869
- 2. Hessisches Infanterie-Regiment Nr. 82
- 2. Nassauisches Infanterie-Regiment Nr. 88
- 2. Hessisches Landwehr-Regiment Nr. 82
- 3. Hessisches Landwehr-Regiment Nr. 83
- Reserve-Landwehr-Bataillon (Frankfurt a.M.) Nr. 80

1871–1873
- Hessisches Füsilier-Regiment Nr. 80
- 1. Hessisches Infanterie-Regiment Nr. 81
- 2. Hessisches Landwehr-Regiment Nr. 82
- 3. Hessisches Landwehr-Regiment Nr. 83
- Reserve-Landwehr-Bataillon (Frankfurt a.M.) Nr. 80

1874–1881
- Hessisches Füsilier-Regiment Nr. 80
- 1. Hessisches Infanterie-Regiment Nr. 81
- 1. Hessisches Landwehr-Regiment Nr. 81
- 2. Hessisches Landwehr-Regiment Nr. 82
- Reserve-Landwehr-Bataillon (Frankfurt a.M.) Nr. 80

1881–1887
- Hessisches Füsilier-Regiment Nr. 80
- 1. Hessisches Infanterie-Regiment Nr. 81
- Infanterie-Regiment Nr. 97
- 1. Hessisches Landwehr-Regiment Nr. 81
- 2. Hessisches Landwehr-Regiment Nr. 82
- Reserve-Landwehr-Bataillon (Frankfurt a.M.) Nr. 80

1887–1889
- Hessisches Füsilier-Regiment Nr. 80
- 1. Hessisches Infanterie-Regiment Nr. 81
- 1. Hessisches Landwehr-Regiment Nr. 81
- 2. Hessisches Landwehr-Regiment Nr. 82
- Reserve-Landwehr-Bataillon (Frankfurt a.M.) Nr. 80

1889–1899
- Füsilier-Regiment von Gersdorff (Hessisches) Nr. 80
- 1. Hessisches Infanterie-Regiment Nr. 81

1899–1914
Zu den beiden obigen Regimentern kamen hinzu:
- Infanterie-Regiment Hessen-Homburg Nr. 166

Kriegsgliederung am 2./17. August 1914
- Füsilier-Regiment von Gersdorff (Hessisches) Nr. 80
- 1. Hessisches Infanterie-Regiment Nr. 81
- 21. Kavallerie-Brigade in Frankfurt am Main
- Magdeburgisches Dragoner-Regiment Nr. 6 in Mainz und
- Thüringisches Ulanen-Regiment Nr. 6 in Hanau

Kriegsgliederung am 28. April 1918
- Füsilier-Regiment von Gersdorf (Kurhess.) Nr. 80
- Infanterie-Regiment Landgraf Friedrich I. von Hessen-Kassel (1. Kurh.) Nr. 81
- 1. Nassauisches Infanterie-Regiment Nr. 87
- 2. Eskadron Magdeburgisches Dragoner-Regiment Nr. 6

## Brigadekommandeure
| Name                           | Datum                                    |
| ------------------------------ | ---------------------------------------- |
| Gustav von Pritzelwitz         | 30. Oktober 1866 bis 24. September 1867  |
| Alexander von Kraatz-Koschlau  | 25. September 1867 bis 17. Juni 1869     |
| Hugo von Thile                 | 18. Juni 1869 bis 12. November 1873      |
| Helmuth von Ziemietzky         | 13. November 1873 bis 24. September 1877 |
| August von Weber               | 25. September 1877 bis 14. Mai 1883      |
| August von Amelunxen           | 15. Mai 1883 bis 17. Mai 1885            |
| Friedrich Wilhelm Stockmarr    | 18. Mai 1885 bis 3. August 1888          |
| Arno von Arndt                 | 4. August 1888 bis 17. Oktober 1890      |
| Hugo Benno Ferdinand Naglo     | 18. Oktober 1890 bis 16. Mai 1892        |
| Emil von Meerscheidt-Hüllessem | 17. Mai 1892 bis 11. September 1896      |
| Alexander von Massow           | 12. September 1896 bis 14. Juni 1898     |
| Georg von Kalckstein           | 15. Juni 1898 bis 21. April 1902         |
| Alexander von Normann          | 22. April 1902 bis 3. Februar 1904       |
| Wilhelm von Puttkamer          | 4. Februar 1904 bis 21. März 1907        |
| Alfred von Besser              | 22. März 1907 bis 21. März 1910          |
| Max von Diringshofen           | 22. März 1910 bis 1. April 1912          |
| Hugo Elstermann von Elster     | 2. April 1912 bis 29. September 1914     |
| Eberhard von Obernitz          | 30. September 1914 bis 27. Dezember 1914 |
| Julius von Dawans              | 28. Dezember 1914 bis 8. November 1917   |
| Kurt von Wahlen-Jürgaß         | 9. November 1917 bis 17. Januar 1919     |
| Friedrich Kundt                | 18. Januar 1919 bis 31. Mai 1919         |